# Jennifer Larmore
Jennifer Larmore, född 21 juni 1958 i Atlanta, Georgia, är en amerikansk mezzosopran. Hon är mest känd för sina tolkningar av roller i barock- och bel canto-repertoar men hennes repertoar sträcker sig över alla epoker. 
Larmore studerade på Westminster Choir College i New Jersey. 1966 debuterade Larmore på Opera de Nice. Hennes Carnegie Hall-debut var 1994 och hennes debut på Metropolitan var 1995. Sedan dess har hon sjungit på de flesta av världens stora operascener. 
Dirigenter hon samarbetat med inkluderar Riccardo Muti, Jesús López-Cobos, Leonard Bernstein, Donald Runnicles, Giuseppe Sinopoli, Kurt Masur, Christoph von Dohnányi, René Jacobs, Charles Mackerras, Jean-Christophe Spinosi, Marco Guidarini, Julius Rudel, Barenboim, Eve Queler, Richard Bonynge, Lorin Maazel, Seiji Ozawa och Thomas Hengelbrock.
Larmore har gjort över hundra cd-inspelningar, på Teldec, RCA, Harmonia Mundi, Deutsche Grammophon, Arabesque, Opera Rara, Bayer, Naïve, Chandos, VAI och Cedille.
Larmore har emottagit Richard Tucker Award och ett Grammophon-pris för ”Bästa barockopera” (Giulio Cesare på Harmonia Mundi). Hon har åtta Grammy-nomineringar. 1996 sjöng hon vid de Olympiska spelen i Atlanta. Hon adlades till Chevalier de l'Ordre des Arts et des Lettres år 2002.